# Яблучне (Лозівський район)
Я́блучне —  село в Україні, у Лозівській міській громаді Лозівського району Харківської області. Населення становить 61 осіб. До 2020 орган місцевого самоврядування — Орільська селищна рада.

## Географія
Село Яблучне знаходиться на відстані 3,5 км від Орільського водосховища. На відстані 2 км розташовані селище Миролюбівка і село Захарівське. По селу протікає пересихаючий струмок з загатою.

## Історія
1933 — дата заснування як села Мала Яблучина.
1953 — перейменоване в село Яблучне.
12 червня 2020 року, відповідно до Розпорядження Кабінету Міністрів України  № 725-р «Про визначення адміністративних центрів та затвердження територій територіальних громад Харківської області», увійшло до складу Лозівської міської громади.
17 липня 2020 року, в результаті адміністративно-територіальної реформи та ліквідації колишнього Лозівського району (1923—2020), увійшло до складу новоутвореного Лозівського району Харківської області.